# 一龍斎貞山
一龍斎 貞山（いちりゅうさい ていざん）は、講釈師の名跡。
- 三代目一龍斎貞山 - 後∶初代錦城斎一山
- 五代目一龍斎貞山 - 後∶三代目錦城斎典山

## 初代
本名や生年は不明。浅草龍宝寺と早稲田宝泉寺の2ヶ所に墓所があり、没年を前者は安政2年9月2日（1855年10月12日）、後者は安政5年8月5日とする。『武功年表』の記述から、後者の信憑性が高い。『武功年表』では、死因を当時、江戸で流行していたコレラとしている。
初代錦城斎典山の門下。関根黙庵『講談今昔譚』では、隻眼だったために同じ隻眼の伊達政宗の法名の「瑞巌寺殿貞山禅利大居士」に因んで貞山と号したと伝わる。得意演目は「伊達評定」。

## 2代目
本名や生年は不明。関根黙庵『講談今昔譚』では、本名は杉江某、御家人の出自だとされる。天保10年（1839年） - 明治7年（1874年）3月14日。36歳で死去した。
初代貞山の門下で、初代双龍斎貞鏡、初代真龍斎貞水を経て、2代目一龍斎貞山を襲名した。矢ノ倉に住んだため、「矢ノ倉の貞山」と呼ばれた。世話物を得意とした。1858年に「岩見重太郎実記」を上梓。

## 4代目
本名：杉江勝太郎、安政元年（1854年） - 明治23年（1890年）5月19日。享年37。
父は地方廻りの講釈師一龍斎貞昇。3代目一龍斎貞山に入門し、初代一龍斎貞花から初代昇龍斎貞丈を経て、1885年、3代目一龍斎貞山が初代錦城斎一山と改名したのに伴い、4代目一龍斎貞山を襲名するが、間もなく胸腔内動脈瘤で死去した。

## 6代目
六代目 一龍斎 貞山（1876年11月26日 - 1945年3月10日）は、講談師。本名∶桝井 長四郎。

### 経歴
1876年（明治9年）11月、東京府銀座（現在の中央区）の袋物商「富田屋」に生まれる。
11歳で四代目一龍斎貞山に入門し、三代目一龍斎貞花を名乗る。師が没したため、預り弟子として五代目一龍斎貞山門下へ移る。
初代邑井吉瓶、初代伊藤痴遊の後見で三代目一龍斎貞丈を襲名し21歳で真打昇進。1907年（明治40年）、六代目一龍斎貞山を襲名。
1945年（昭和20年）3月10日、アメリカ軍による東京大空襲に被災し隅田川で死去。

### 芸歴
- 1887年 - 四代目一龍斎貞山に入門、「貞花」を名乗る[5]。
- 1890年 - 四代目一龍斎貞山が没したため、五代目一龍斎貞山門下へ移籍[5]。
- 1897年 - 真打昇進、「三代目一龍斎貞丈」を襲名[5]。
- 1907年 - 「六代目一龍斎貞山」を襲名[5]。

### 人物
三代目神田伯山、二代目大島伯鶴と共に売り出し、「釈界の三羽烏」と評された。
その流れるような調子から「水道の蛇口」と評された上に、多様な演目を持ち、特に「義士伝」はお家芸であった。
講釈師でありながら落語協会の頭取を務め、色物の寄席にも積極に出演した。

## 7代目
七代目 一龍斎 貞山（1907年6月2日 - 1966年12月7日）は、講談師。本名∶佐藤 貞之助。東京府生まれ。

### 経歴
1907年（明治40年）6月、東京府東京市深川区（現在の東京都江東区）に生まれる。東京市猿江尋常小学校卒業。
1922年（大正11年）3月、六代目一龍斎貞山に入門し、本名から一龍斎貞之助を名乗る。1931年（昭和6年）3月、六代目一龍斎貞鏡と改名し、真打昇進。1947年（昭和22年）3月、七代目一龍斎貞山を襲名。
1966年（昭和41年）12月7日、脳出血により死去。

### 芸歴
- 1922年3月 - 六代目一龍斎貞山に入門、「貞之助」を名乗る[6]。
- 1931年3月 - 真打昇進、「六代目一龍斎貞鏡」と改名[6]。
- 1947年3月 - 「七代目一龍斎貞山」を襲名[6]。

### 人物
道具仕掛けの怪談物を得意とし、「お化けの貞山」の異名を取った。一方、「義士伝」や「荒木又右衛門」といった古典もよく読んだ。また講談組合の副頭取を長く務めた。
落語家の五代目古今亭志ん生の芸を、その無名時代から高く評価し、何かと援助した事でも知られる。

### 出演

#### 映画
- 珍説忠臣蔵（1953年、新東宝） - 晴山

### 弟子

#### 廃業
- 一龍斎鏡之助 - 泥棒癖があり、栃木訛りを直すのに苦労したという。

## 8代目
八代目 一龍斎 貞山（1947年9月3日 - 2021年5月26日）は、講談師。本名∶小村井 貞夫。

### 経歴
1947年、七代目一龍斎貞山の長男として東京都新宿区牛込に生まれる。1966年に父が没したため、四代目神田伯治の養子になる。立正大学文学部国文科卒業。
1970年4月1日、四代目神田伯治門下に入り、上野本牧亭で初高座。1971年、二ツ目昇進。1977年、真打に昇進し八代目一龍斎貞山を襲名。
1989年、文化庁芸術祭賞受賞。2001年、講談協会理事に就任。
2021年5月26日、心不全のため、東京都内の病院で死去。73歳没。

### 芸歴
- 1970年4月 - 四代目神田伯治に入門[7]、前座名「伯梅」。
- 1971年 - 二ツ目昇進[7]。
- 1977年 - 真打昇進、「八代目一龍斎貞山」を襲名[7]。

### 受賞歴
- 1989年 - 文化庁芸術祭賞

### 弟子
- 七代目一龍斎貞鏡 - 貞山死去の時点で二ツ目だったため、五代目一龍斎貞花門下に移籍。